# Ambioryks

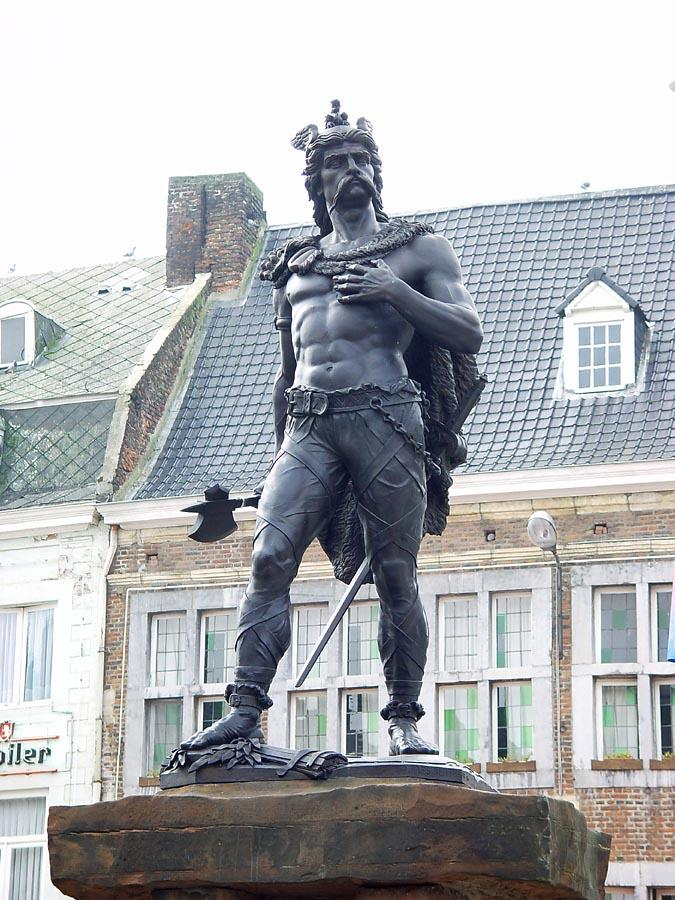
Pomnik Ambioryksa w belgijskim Tongeren

Ambioryks – wódz celtyckiego plemienia Eburonów, który sprawował władzę w I w. p.n.e.; w 54 r. p.n.e. wystąpił przeciwko Rzymowi i udało mu się zniszczyć jeden legion Cezara oraz 5 kohort pomocniczych w bitwie pod Aduatucą (15 kohort stacjonowało na leżach zimowych w kraju Eburonów).

## W kulturze popularnej
Ambioryks przewodzi cywilizacji galijskiej w strategicznej grze turowej Civilization VI.